# École française d’Athènes

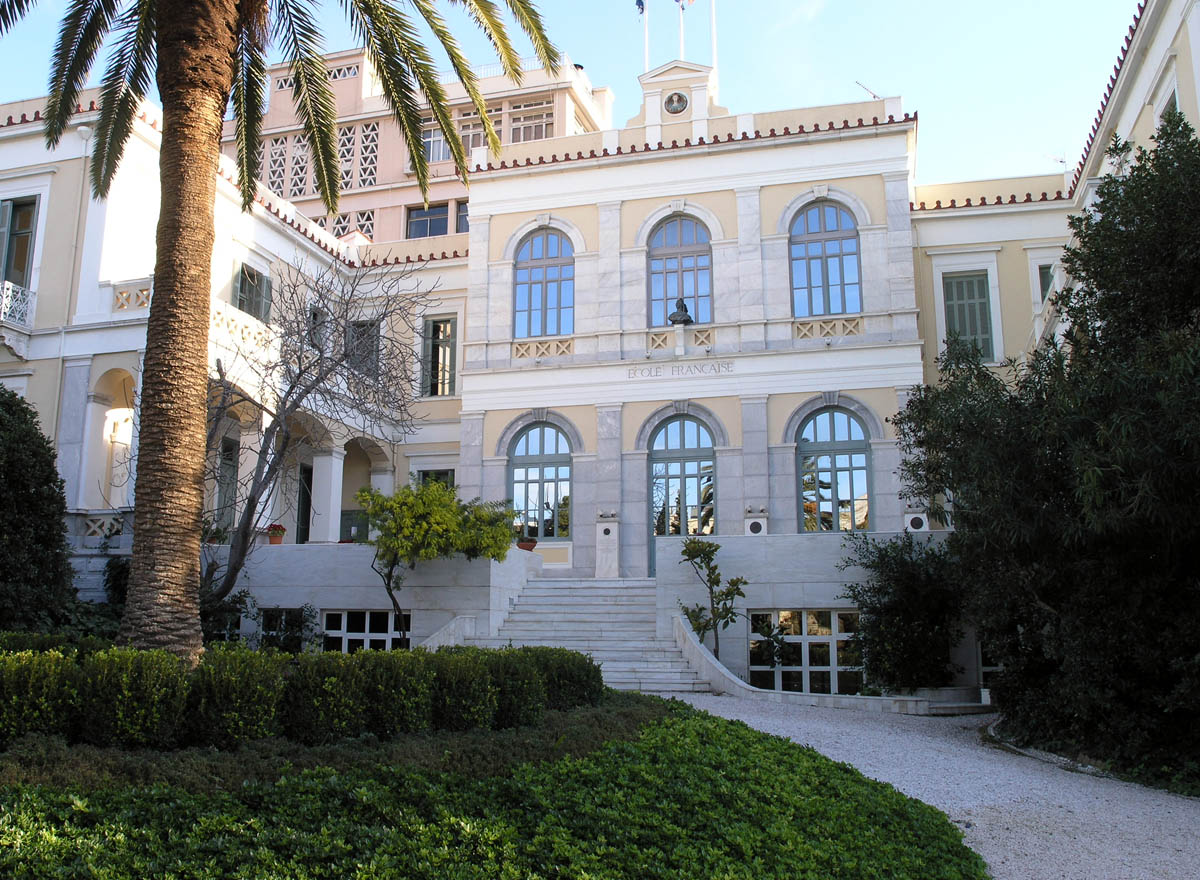
Vorderseite des Gebäudes der École française d’Athènes

Die École française d’Athènes (EFA) (deutsch Französische Schule Athen, griechisch Γαλλική Σχολή Αθηνών) ist das archäologische Institut Frankreichs in Athen.

## Institut
Die École française d’Athènes wurde im September 1846 in Athen gegründet und ist damit das älteste ausländische Institut in Griechenland. Das Institut war eingerichtet für die Durchführung des Studiums der Sprache, der Geschichte und der griechischen Altertümer. Wenig später kamen zwei weitere Sektionen hinzu: Beaux-Arts (1859) und Étrangère (1900). Die Reform von 1850 stellt die École française d’Athènes unter die Leitung der Académie des Inscriptions et Belles-Lettres. In den 1870er Jahren zählt die École française d’Athènes endgültig als wissenschaftliches Institut. 1873 wurde als Gegenstück die École française de Rome gegründet.
Die ersten Unternehmungen auf archäologischem Gebiet stellten Ausgrabungen am Fuße der Akropolis durch Charles Ernest Beulé und in Delphi durch Paul Foucart dar. In Makedonien waren 1861 Léon Heuzey und Honoré Daumet tätig. Der Louvre wurde erstmals aus Griechenland mit einer Zahl von Funden bedacht. Erst 1874 erhielt die École française d’Athènes Konkurrenz, als die Athener Zweigstelle des Deutschen Archäologischen Institutes gegründet wurde. Als bedeutende Einrichtung entstand 1875 das der École française d’Athènes angegliederte Institut de Correspondance Hellénique, das ab 1877 das jährliche Bulletin de Correspondance Hellénique mit den Publikationen seiner Mitglieder herausgibt.
Zum Ende des 19. und Anfang des 20. Jahrhunderts richteten sich die besonderen Interessen der École française d’Athènes auf die Heiligtümer auf Delos (ab 1873) und in Delphi (1892–1903), sowie auf die antiken Städte von Delos, Argos (1902–1913), Thasos (ab 1911) und Philippi (1914). Der Erste Weltkrieg unterbrach die Tätigkeiten von 1916 bis 1922. Mit Dekret von 1928 wurde das Institut als École française d’Archéologie d’Athènes bezeichnet. Nach finanziell und organisatorisch schwieriger Zeit und einer längeren Unterbrechung infolge des Zweiten Weltkrieges folgten dann die Ausgrabungen in Philippi (ab 1944), in Argos (ab 1952), Dikili Tash, und 1961–1975 und nach 1986 in Makedonien in Zusammenarbeit mit der Ephorie von Kavala. Ein weiteres bedeutendes Ergebnis war die Aufdeckung des Quartier Mu bei Malia (1966–1991), die Ausgrabungen von Gortyn auf Kreta (1951–1955) und des nördlichen Viertels von Delos (1963–1968). Die Fortführung der Arbeiten auf Thasos am Bezirk Tor des Silen (1971–1980) und mehrere kleinere Unternehmungen (Lato auf Kreta 1967, Tenos 1973) folgten. Eine Tätigkeit großen Ausmaßes ergab sich 1975 auf Zypern mit den Grabungen in Amathous.
Im Zuge der strukturellen und administrativen Reform des Jahres 1985 wurde die École um einen Verwaltungs- und einen Wirtschaftsrat erweitert und als neue grundlegende Aufgabe bestimmt, die griechische und byzantinische Antikenforschung auf alle Disziplinen auszuweiten und dabei die verschiedenen Aspekte der hellenistischen, der mittelalterlichen und der modernen Welt zu erfassen.
Direktorin ist derzeit Veronique Chankowski.

## Mitarbeiter

### Direktoren
- 1846–1867: Amédée Daveluy
- 1867–1875: Émile Burnouf
- 1875–1878: Albert Dumont
- 1878–1890: Paul Foucart
- 1890–1903: Théophile Homolle
- 1904–1912: Maurice Holleaux
- 1912–1913: Théophile Homolle
- 1913–1919: Gustave Fougères
- 1919–1925: Charles Picard
- 1925–1936: Pierre Roussel
- 1936–1950: Robert Demangel
- 1950–1969: Georges Daux
- 1969–1981: Pierre Amandry
- 1981–1992: Olivier Picard
- 1992–2001: Roland Étienne
- 2002–2011: Dominique Mulliez
- 2011–2019: Alexandre Farnoux
- seit 2019: Veronique Chankowski

### Generalsekretäre
- 1913–1919: Charles Picard
- 1919–1922: André Plassart
- 1922–1924: Louis Renaudin
- 1924–1927: Robert Demangel
- 1928–1929: Henri Seyrig
- 1929–1931: Yves Béquignon
- 1931–1942: Paul Lemerle
- 1942–1949: Pierre Amandry
- 1949–1953: Hubert Gallet de Santerre
- 1953–1960: Paul Courbin
- 1960–1964: François Salviat
- 1964–1968: Philippe Bruneau
- 1968–1974: Françis Croissant
- 1974–1976: Jean-Pierre Michaud
- 1976–1982: Pierre Aupert
- 1982–1990: Jean-Yves Empereur
- 1990–1995: Pascal Darcque
- 1995–2002: Jean-Michelle Saulnier
- 2002–2006: Michelle Brunet
- 2006–2009: Veronique Chankowski
- 2009-: Arthur Muller
- derzeit: Anastassios Anastassiadis, époques moderne et contemporaine, Amélie Perrier Antiquité et Byzance

### Bibliothekare
- 1902: Émile Délerot
- 1903–1906: Charles André
- 1907: Amédée Britsch
- 1907–1908: Ezio Schulhof
- 1908–1912: Joseph Chamonard
- 1912–1913: Pierre Cettier

Für die Stipendiaten (membres, „Mitglieder“) der École française d’Athènes siehe Kategorie:Mitglied der École française d’Athènes.